# 王克东
王克东（1915年—1991年），男，山东平原人，中华人民共和国政治人物，曾任中共河北省委常委，河北省人民政府副省长。